# 阿爾卡拉山

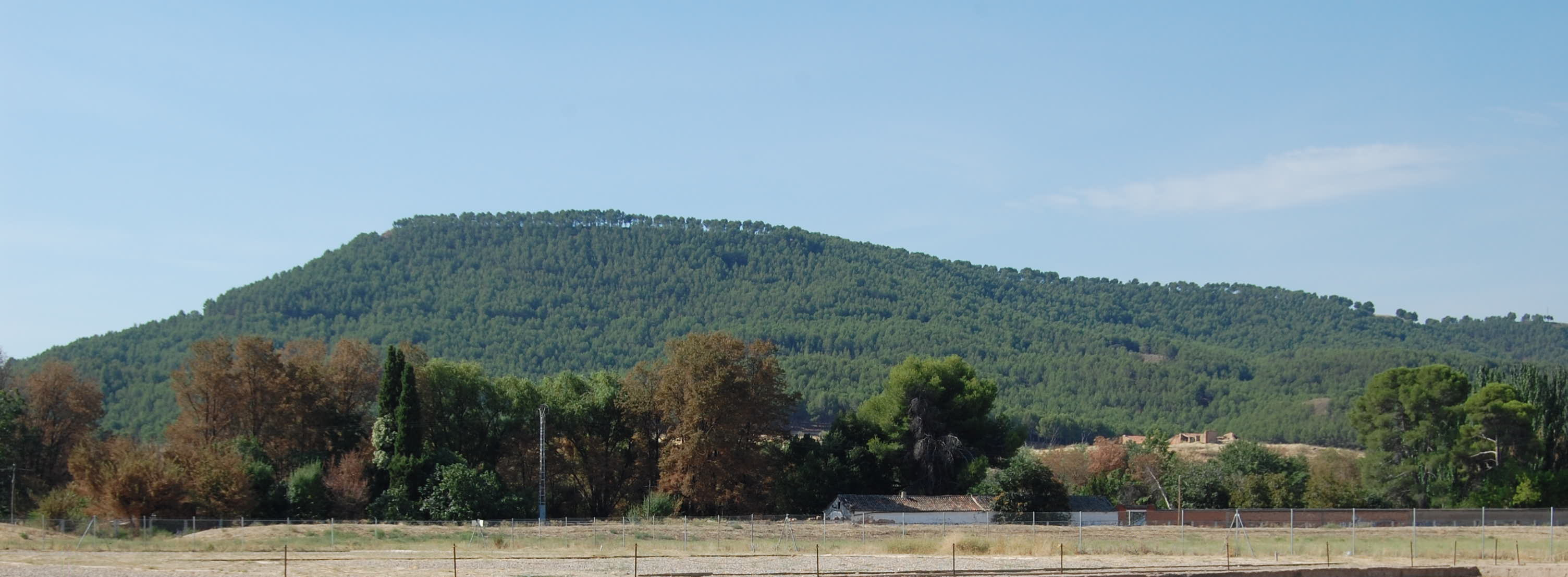

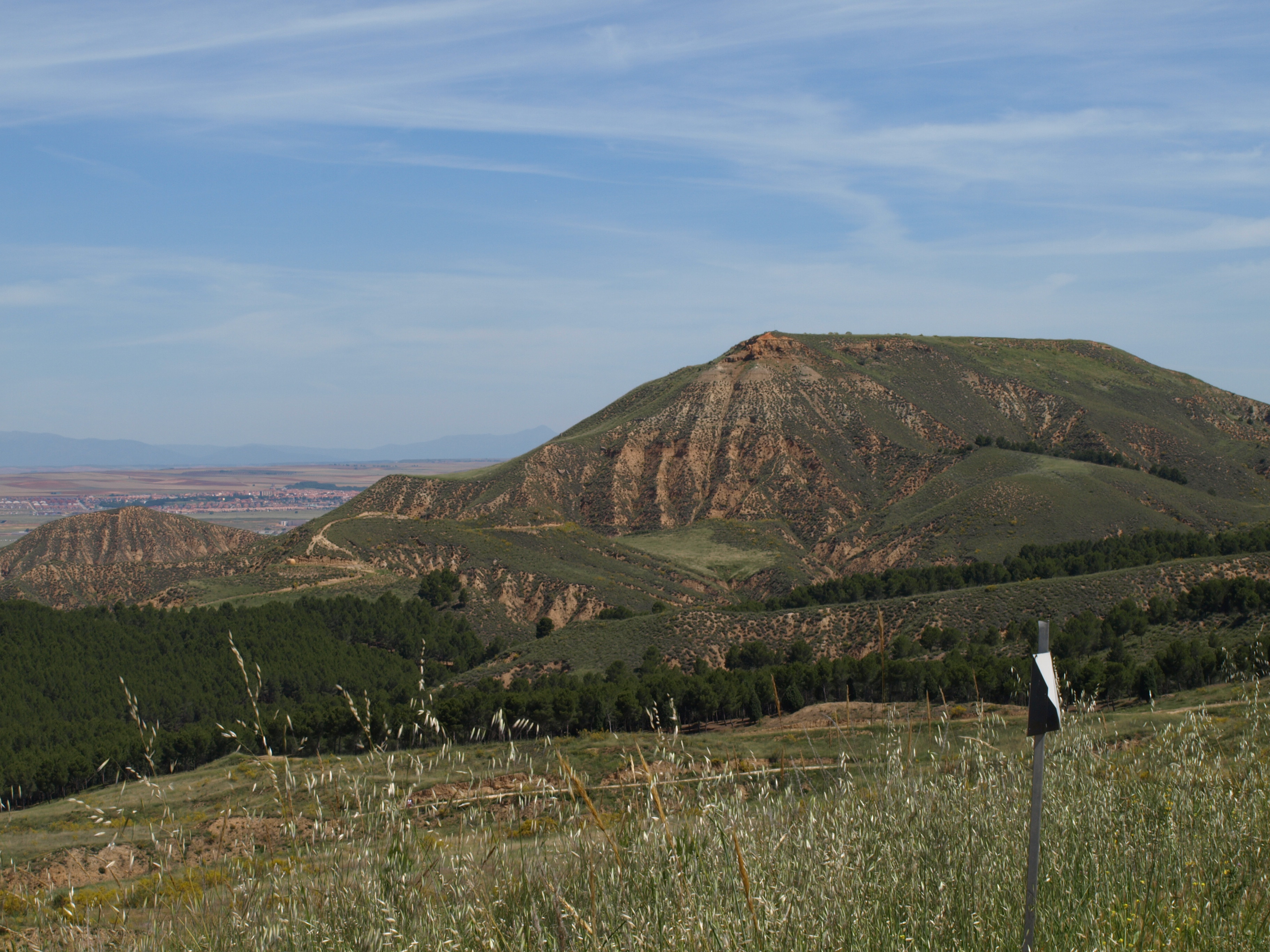

40°28′46″N 3°20′40″W / 40.47944°N 3.34444°W
阿爾卡拉山（西班牙語：Cerros de Alcalá）是西班牙的山峰，位於該國中部馬德里自治區埃納雷斯堡，處於埃納雷斯河東南面，海拔高度843公尺，該山峰發現第三紀化石。